# Flughafen Ngurah Rai

i8
i11
i13
Der internationale Flughafen Ngurah Rai (indonesisch Bandar Udara Internasional Ngurah Rai, IATA-Code: DPS, ICAO-Code: WADD) ist der Flughafen von Denpasar, der Hauptstadt der Provinz Bali. Er wurde 1931 eröffnet und befindet sich auf einer Landenge im Süden der Insel. Gemessen an der Passagieranzahl ist er nach dem Flughafen Jakarta/Soekarno-Hatta der zweitgrößte Flughafen Indonesiens. Täglich werden rund 40 internationale und 40 nationale Flüge und je 30.000 ankommende und abfliegende Passagiere abgefertigt.

## Fluggesellschaften und Ziele
Balis Flughafen Denpasar ist ein Drehkreuz der Garuda Indonesia. Von Denpasar fliegen mehrere indonesische Fluggesellschaften sowie mehrere große Fluglinien aus Asien und Australien. Er wird aus deutschsprachigen Ländern nicht angeflogen. Aus Europa fliegen nur KLM von Amsterdam über Singapur und Turkish Airlines von Istanbul nach Bali. Mit Umsteigen lässt sich Bali außerdem mit folgenden Fluggesellschaften von Deutschland aus erreichen: Emirates Airlines fliegt von Dubai, Singapore Airlines von Singapur, Cathay Pacific von Hongkong, Qatar Airways von Doha und Thai von Bangkok. Mit China Airlines kann man über Taipei nach Denpasar fliegen. Amerikanische oder afrikanische Gesellschaften fliegen Bali nicht an.

## Geschichte
Als der Flugplatz 1931 an der schmalsten Stelle im Süden der Insel Bali gegründet wurde, gab es außer ein paar Hütten nur eine kurze Graspiste. Nördlich der Piste befand sich der Friedhof des Dorfes Tuban und auf der südlichen Seite Brachland. Durch diese Auslegung mit An- und Abflug über dem Meer ist der Fluglärm selbst in nahe gelegenen Orten minimal.
Im Zuge des japanischen Vormarschs in Südostasien während des Zweiten Weltkrieges fiel der Flughafen am 19. Februar 1942 in intaktem Zustand in die Hände der japanischen Streitkräfte. Der Flugplatz konnte ohne Widerstand eingenommen werden, da die balinesische Bevölkerung die niederländischen Kolonialherren vertreiben wollte und man die Japaner als kleineres Übel ansah. Es wurden keine nennenswerten japanischen Kampfflugzeuggeschwader in Denpasar stationiert, obwohl der Flugplatz in taktisch gutgelegener Entfernung zum alliierten Stützpunkt in Surabaya und Städten in Nordaustralien lag. Dennoch befestigten die Japaner die Piste am Flugplatz. Nach einem weiteren Ausbau war sie 1947 bereits 1600 Meter lang und 45 Meter breit. Zu dieser Zeit hieß der Flughafen noch Tuban Airport, benannt nach einem Fischerdorf.
1959 konnten die ersten internationalen Passagiere am Flughafen begrüßt werden, nachdem der Flughafen Anfang der 1950er-Jahre an die internationalen Standards gemäß ICAO angeglichen worden war.

Mautstelle am Eingang des Flughafens von Denpasar

Um auch Düsenflugzeugen die Landung in Bali zu ermöglichen, begann man im Westen Land zu gewinnen. Dort wollte man die Start- und Landebahn ins Meer hinaus erweitern, denn am östlichen Ende der Start- und Landebahn machte ein Fischerdorf samt Tempel einen Ausbau unmöglich. Heute müssen abfliegende Maschinen zuerst etwa 750 Meter über das eigentliche Ufer hinausfahren, bevor sie umdrehen und starten. Am 1. August 1969 konnte die ausgebaute Piste durch den damaligen indonesischen Präsidenten Suharto eingeweiht werden. Die Bahnverlängerung führte zur Störung der natürlichen Sandzirkulation.
Um die stetig steigenden Passagierzahlen bewältigen zu können, erweiterte man von 1965 bis 1969 das internationale Terminal, welches heute die nationalen Passagiere abfertigt. Nach Ende der Bauarbeiten gab man dem Flugplatz seinen heutigen Namen Bandar Udara Ngurah Rai Internasional. I Gusti Ngurah Rai war ein indonesischer bzw. balinesischer Freiheitskämpfer.
1978 erfolgte die Inbetriebnahme des neuen internationalen Passagiergebäudes.
2007 gab ACI bekannt, dass der Flughafen von Denpasar mit 35,7 % Wachstum in diesem Jahr zu den drei wachstumsstärksten Flughäfen weltweit – in der Kategorie mit einem jährlichen Fluggastaufkommen größer als fünf Millionen – gehört.

## Verkehrsanbindung

### Straßenpersonennahverkehr
Im Netz der Trans Metro Dewata Stadtbusse dient der Flughafen als Startpunkt der Linien 2 und 6. Damit wird Erholungsort in Nusa Dua direkt mit Linie 6 verbunden. Aus Linie 2 gibt es am Busbahnhof Ubung eine Umsteigemöglichkeit zu Linie 4 nach Ubud, zu Linie 1 in Richtung Fernbusbahnhof Mengwi, sowie zu Linie 3 nach Sanur. Debit- bzw. Kreditkarte werden nicht akzeptiert, aber Guthabenkarte aus Transjakarta (e-Money, Flazz, Brizzi und Tapcash, aber nicht JakCard) sind verwendbar.

## Zwischenfälle
- Am 22. April 1974 wurde eine Boeing 707-321B der Pan American World Airways (N446PA) im Anflug auf den Flughafen Denpasar 68 km nordwestlich des Flughafens gegen einen Berg auf der Insel Bali geflogen (CFIT, Controlled flight into terrain). Alle 107 Insassen wurden beim Aufprall getötet (siehe auch Pan-Am-Flug 812).[4]

- Am 13. April 2013 setzte eine Boeing 737-800 der Lion Air im Anflug auf Denpasar vor der Landebahn im Meer auf und zerbrach in zwei Teile. Alle Insassen überlebten das Unglück.[5][6]

## Flughafenanlage

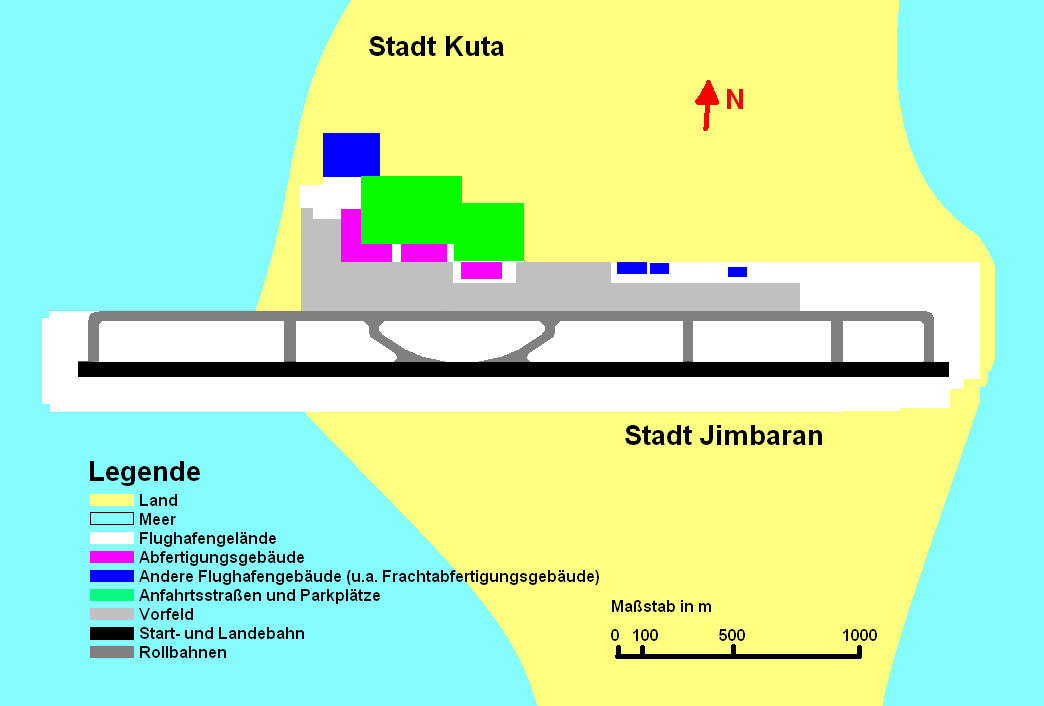
Karte des Flughafenareals

Flugsteig am Internationalen Terminal

Das Flughafenareal erstreckt sich auf mehr als 300 Hektar; darin ist die Landaufschüttung inbegriffen. Sämtliche großen Einrichtungen befinden sich nördlich der einzigen Start- und Landebahn. Die Passagierabfertigungsgebäude liegen im Westen des Flughafenareals. Der Flughafen ist seit 2001 ein „Sri Chinmoy Peace-Blossom Airport“ und im Februar 2014 wurde zusätzlich noch eine kleine Statue des Friedensphilosophen vor dem internationalen Arrivals-Terminal aufgestellt.
Großraumflugzeuge können ausschließlich auf den Vorfeldern vor dem internationalen Fluggastgebäude und dem Vorfeld östlich des Inlandterminals abgestellt werden. Insgesamt können bei maximaler Nutzung der Flugzeugparkflächen des Flughafens zehn Boeing 747, drei Boeing 767 und 26 Boeing 737 parken.
| Daten zur Flughafeninfrastruktur      | Daten zur Flughafeninfrastruktur |
| ------------------------------------- | -------------------------------- |
| Passagierkapazität pro Jahr (in Mio.) | 6,37                             |
| Passagierabfertigungsgebäude          | 2                                |
| Check-in-Schalter                     | 86                               |
| Gepäckausgabebänder                   | 8                                |
| Flugzeugparkpositionen                | 39                               |
| Frachtabfertigungsgebäude             | 2                                |
| Hangars                               | 2                                |
| Vorfeldfläche                         | ~ 160 000 m²                     |

### Start- und Landebahnen
Sieben An- und Abrollwege verbinden die Start- und Landebahn und den dazu parallel verlaufenden Rollweg. Dazu gehören zwei sogenannte Schnellabrollwege, die in einem 45°-Winkel von der Piste abzweigen. Diese erlauben es den Flugzeugen, die Piste bei höherer Geschwindigkeit und somit früher zu verlassen.
Im Regelbetrieb wird die Landebahn für Landungen von Westen aus angeflogen. Alle startenden Flugzeuge fliegen in Richtung Osten ab. Dieses Prinzip erwirkt eine maximale Flugbewegungskapazität, d. h. eine maximale Anzahl von Starts und Landungen pro Stunde. Alle Flugzeuge mit Zielen westlich des Flughafens fliegen nach dem Abheben eine Rechtskurve, selten eine Linkskurve.
Hinter dem östlichen Pistenende verläuft eine mittlerweile vierspurige Schnellstraße (Jalan Bypass Ngurah Rai). Sie stellt neben der neugebauten Jalan Tol Bali Mandara-Brücke die wichtigste Straßenverbindung zur Bukit-Halbinsel dar.

### Internationales Abfertigungsgebäude

#### Geschichte

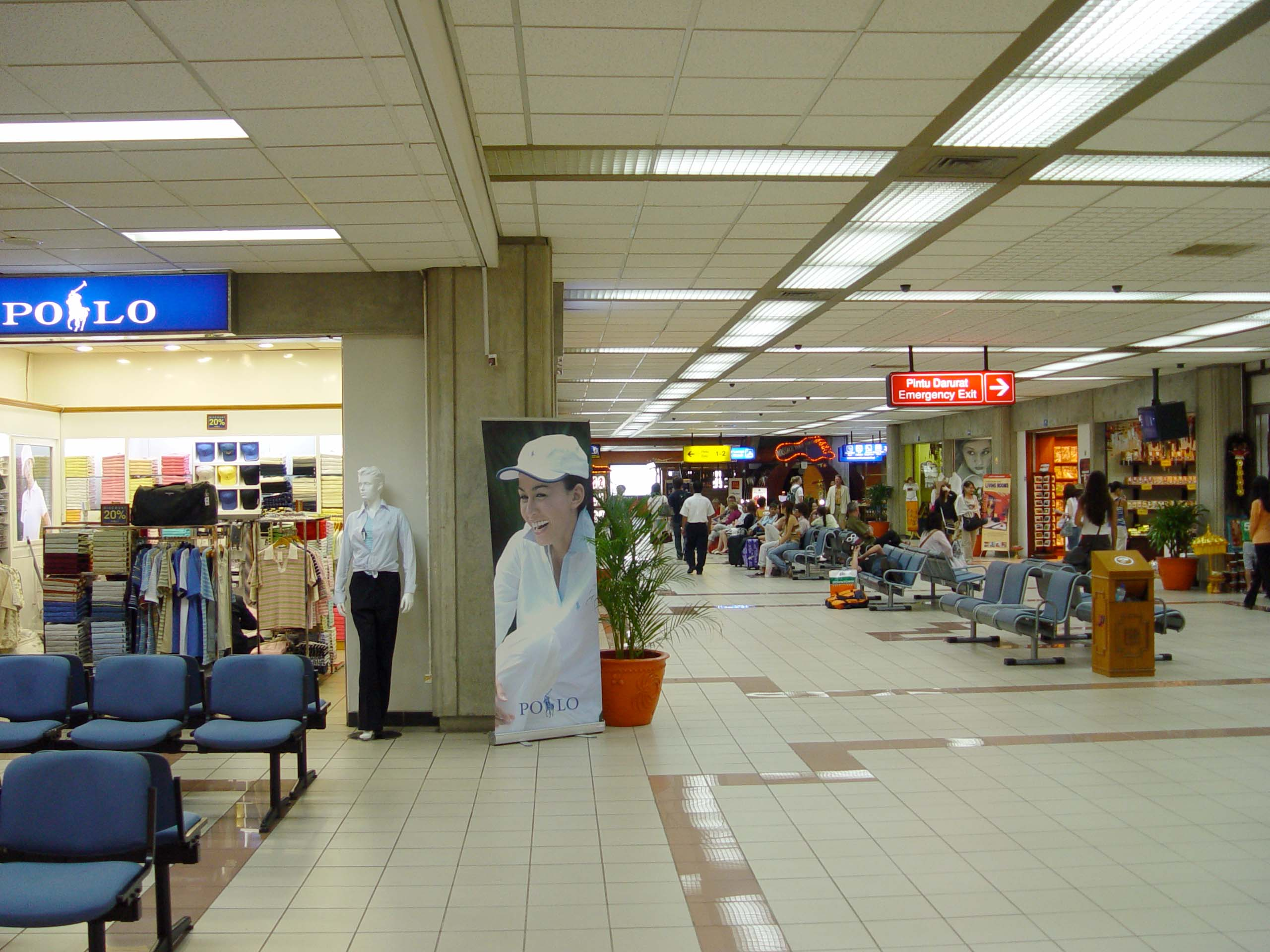
1978 eröffnetes internationales Terminal

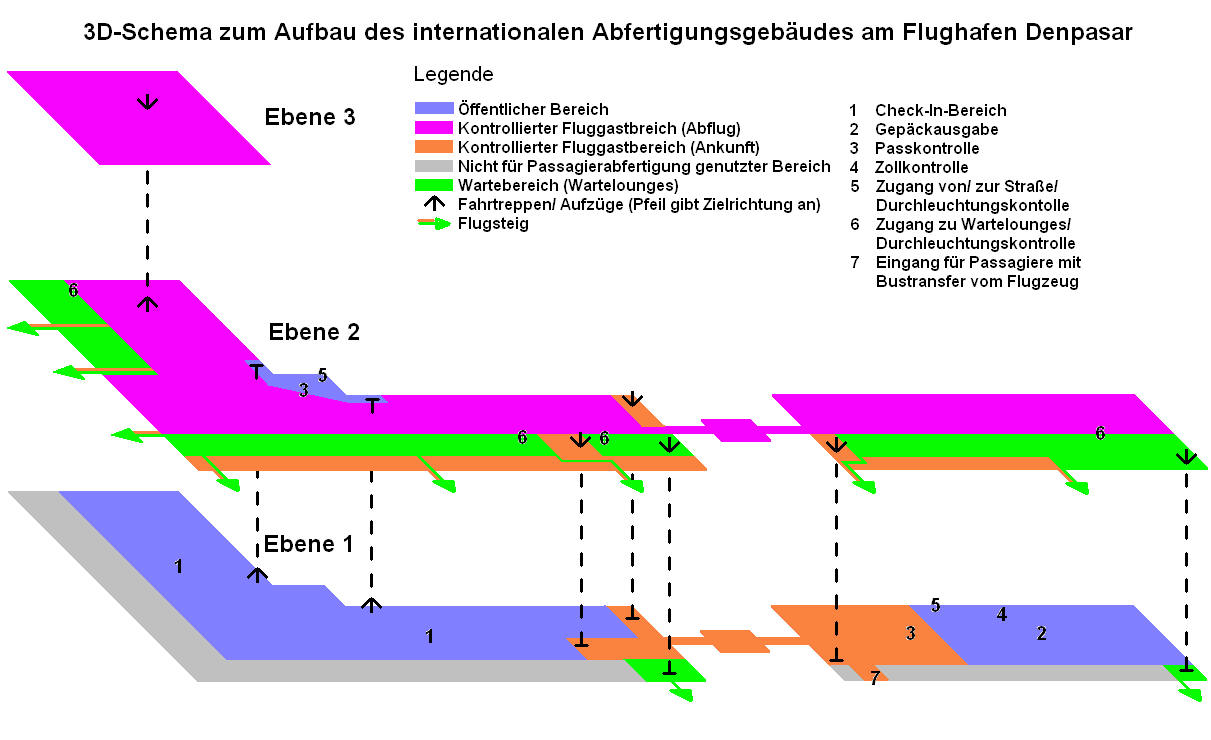
3D-Schema des internationalen Abfertigungsgebäude

1978 wurde die erste Baustufe des neuen internationalen Passagierabfertigungsgebäudes im Westen des Flughafenareals eröffnet. Damals war eine Kapazitätssteigerung dringend notwendig, da sowohl das internationale als auch das nationale Abfertigungsgebäude chronisch überlastet waren. Gleichzeitig mit der Eröffnung und dem Umzug der internationalen Fluggesellschaften in die neuen Einrichtungen bezogen alle nationalen Fluggesellschaften das alte internationale Fluggastgebäude, welches von diesem Zeitpunkt an alle Inlandsflüge abfertigte. Die erste Baustufe des Bauwerks beinhaltete zum einen ein ebenerdiges Gebäude mit der Gepäckausgabe und einer Passkontrolle für ankommende Passagiere. Zum anderen errichtete man ein zweistöckiges Gebäude mit drei Flugsteigen samt Fluggastbrücken. Von 1989 bis 1992 wurden beide Gebäude ausgebaut. Während das Gebäude mit der Gepäckausgabe um eine zweite Ebene mit Flugsteigen aufgestockt wurde, erweiterte man das andere Gebäude um einen zweiten Gebäudeflügel.
| Daten über Gebäude und Vorfeld              | Daten über Gebäude und Vorfeld |
| ------------------------------------------- | ------------------------------ |
| Passagierkapazität pro Jahr (in Mio.)       | 5                              |
| Flugsteige                                  | 10                             |
| Flugsteige mit jeweils zwei Fluggastbrücken | 8                              |
| Check-in-Schalter                           | 62                             |
| Gebäudeebenen                               | 2                              |
| Gepäckausgabebänder                         | 5                              |
| Vorfeldfläche                               | ~ 56 000 m²                    |
| Bruttofläche des Gebäudes                   | 28 000 m²                      |

#### Gebäudeaufbau

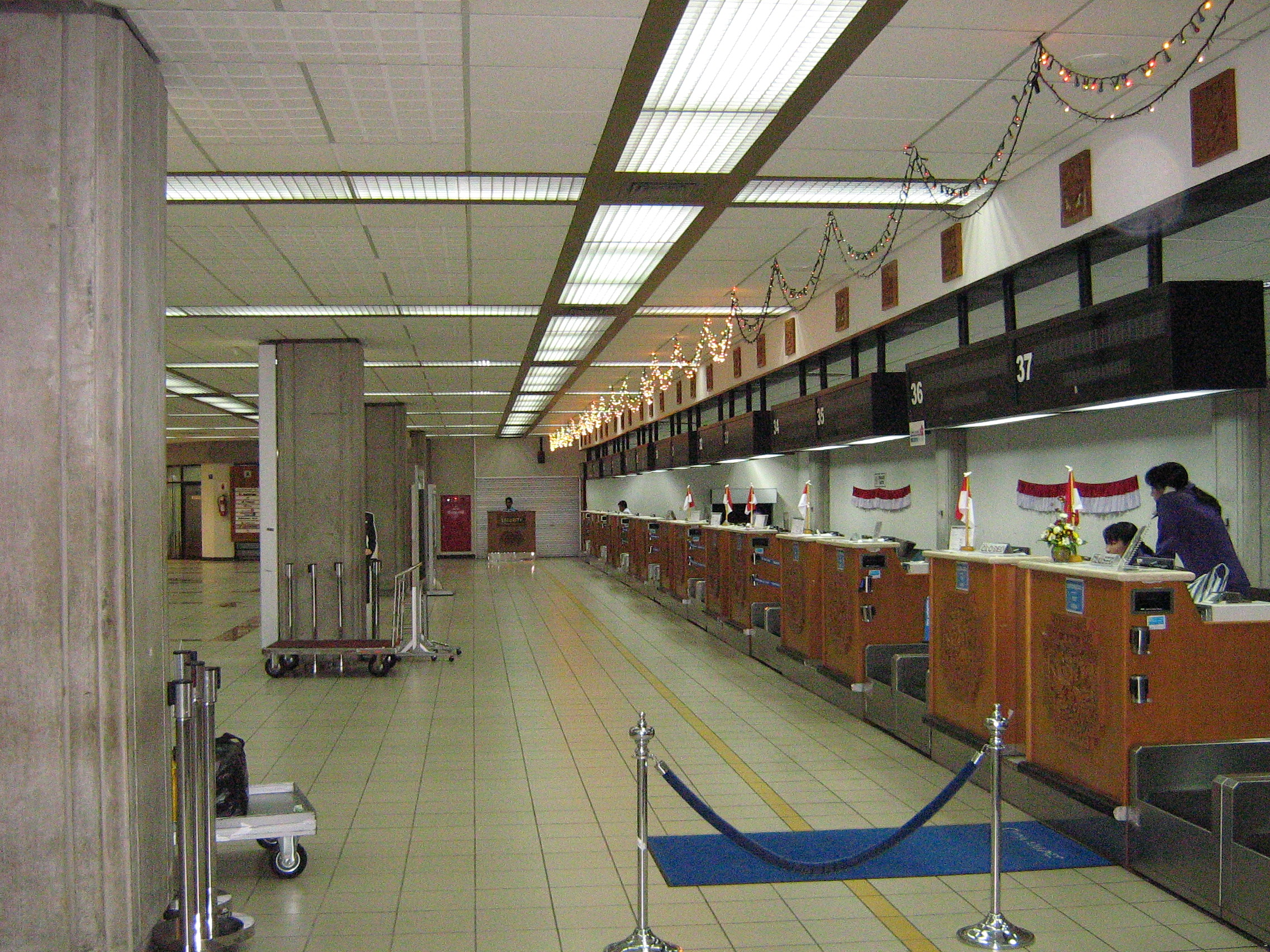
Check-in-Schalter im internationalen Abfertigungsgebäude

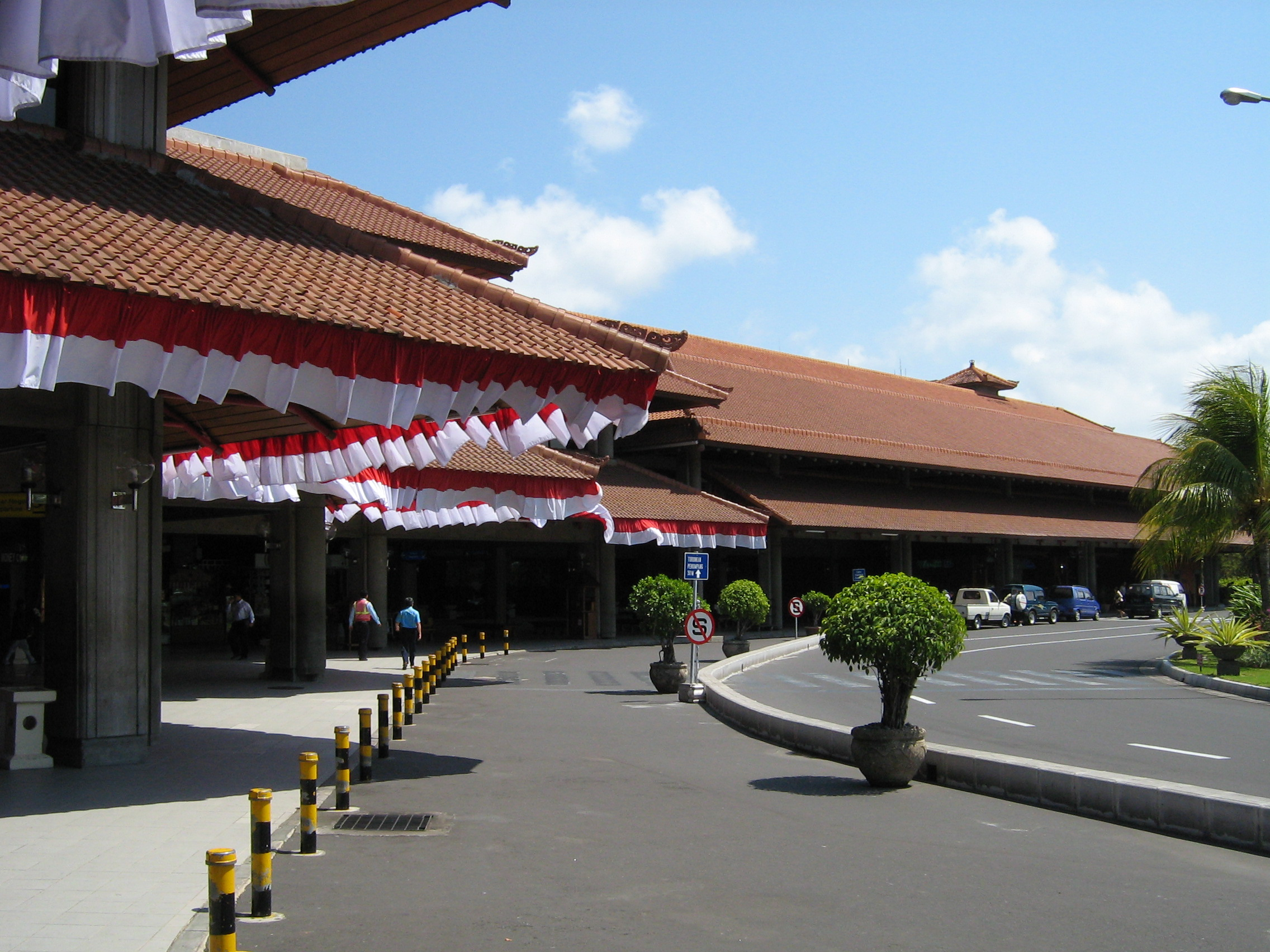
Anfahrtsstraße

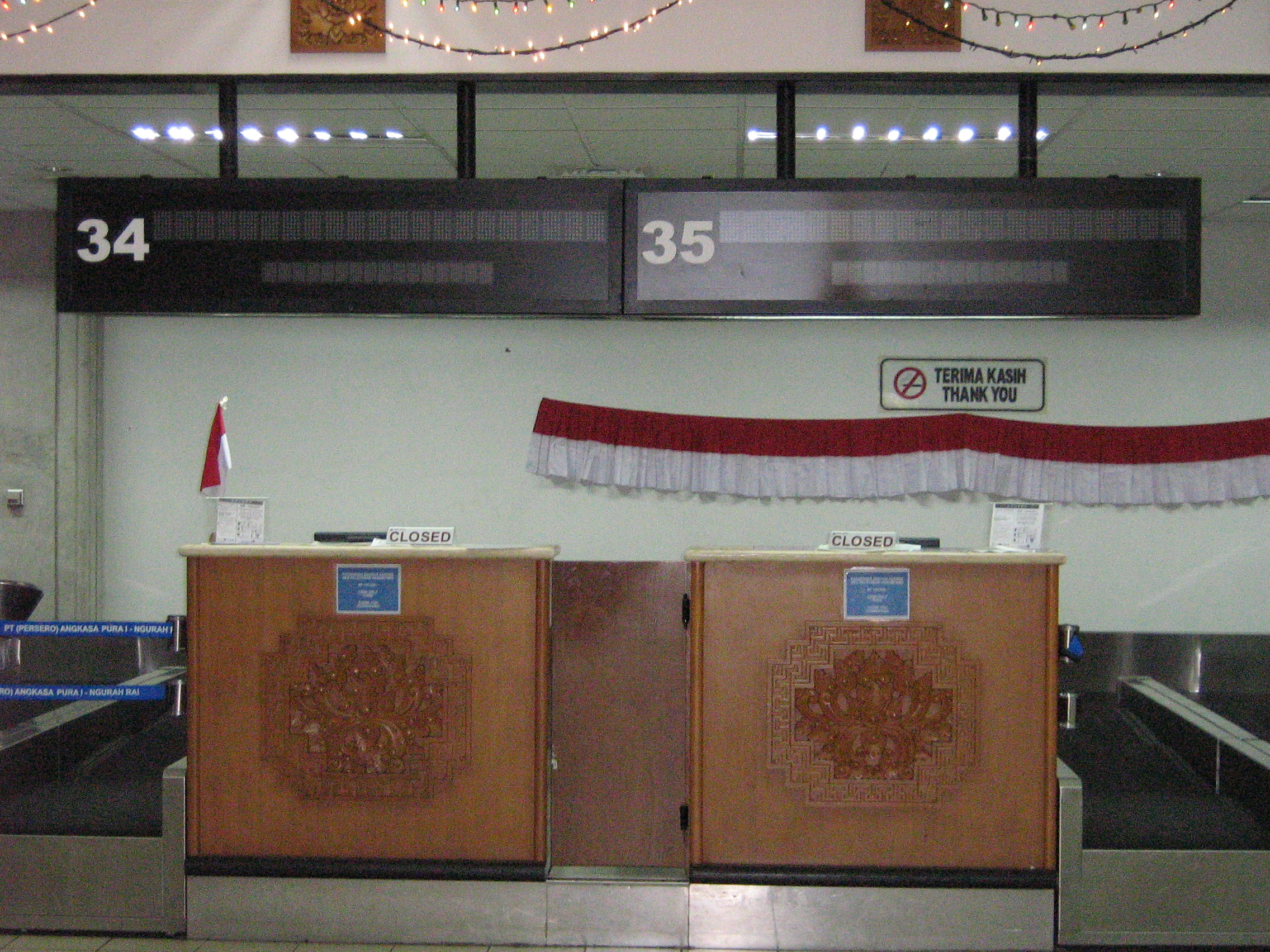
Check-in-Schalter

Das dreistöckige Abfertigungsgebäude besteht aus zwei Gebäuden, welche durch einen Übergang miteinander verbunden werden. Das größere der beiden Gebäude (Hauptgebäude) gliedert sich in zwei Gebäudeflügel, welche im rechten Winkel zueinander stehen. Einer dieser Gebäudeflügel erstreckt sich parallel zur Küstenlinie, der andere verläuft parallel zur Start- und Landebahn. Im Erdgeschoss des kleineren Gebäudes (Nebengebäude) befinden sich die Einrichtungen für die ankommenden Passagiere. Dazu gehören die Passkontrolle und fünf Gepäckausgabebänder. Im kompletten Fluggastgebäude ist das obere Geschoss ausschließlich den abfliegenden Passagieren gewidmet. Dort befinden sich zahlreiche Einkaufsmöglichkeiten, die Warteräume der Flugsteige, Passkontrollen, Flughafengebührschalter und die Lounges der Fluggesellschaften für deren Erste-Klasse-Passagiere und Vielflieger. Im Erdgeschoss des Hauptgebäudes befindet sich die Check-in-Halle. 62 Check-in-Schalter stehen dort zur Verfügung. Wie im Inlands-Abfertigungsgebäude bieten auch hier Gepäckträger in blau-beiger Uniform den Passagieren ihre Dienste an. Für einen US-Dollar tragen sie das Gepäck zu den Schaltern bzw. von der Gepäckausgabe zum Fahrzeug. Anders als sonstige Gäste dürfen sie die Check-in-Halle gemeinsam mit den Passagieren betreten. In der dritten Gebäudeebene befindet sich eine Besucherterrasse.
Ein abfliegender Passagier kommt zunächst im Parterre, zwischen den beiden Gebäudeflügeln, an und gelangt über den Haupteingang mit den Durchleuchtungsanlagen ins Gebäudeinnere und zu den Check-in-Schaltern im rechten und linken Gebäudeteil. Nachdem man die Bordkarte erhalten und sein Gepäck aufgegeben hat, gelangt man über Fahrtreppen, an den Innenseiten beider Gebäudeflügel, in die darüberliegende Gebäudeebene. Dort entrichtet man die Flughafengebühr. Die Passkontrolle dahinter markiert den Eintritt vom öffentlich zugänglichen Bereich des Flughafens in internationales Territorium. Es folgt ein weitläufiger Bereich mit Geschäften, der sich über die gesamte Ebene erstreckt. Die Geschäfte verkaufen vor allem lokale, handgefertigte Souvenirs, Snacks und Surfer-Zubehör.
Ankommende Fluggäste begeben sich durch die Fluggastbrücken und die Übergänge über der Flughafenstraße in die zweite Gebäudeebene. Dort führen Gänge, die von den Wartelounges abgetrennt sind, zu Treppen bzw. Fahrtreppen. Über diese gelangt man ins Erdgeschoss und wird zu einer Passkontrolle im Nebengebäude geführt. Dorthin werden ankommende Passagiere mit Bussen gefahren, falls ihre Flugzeuge auf Vorfeldpositionen ohne Fluggastbrücken parken. Hinter der Passkontrolle schließt sich die Gepäckausgabehalle mit ihren vier Gepäckausgabebändern an. Nach Durchlaufen der Zollkontrollen folgen etwa zehn Geldwechselbüros, welche um die Gunst der Kunden wetteifern.
An beiden Gebäudeflügeln des Hauptgebäudes gibt es drei Flugsteige mit Fluggastbrücken und im Nebengebäude nochmals zwei Flugsteige. Zusätzlich gibt es zwei Flugsteige mit Bustransfer zum Flugzeug. An den drei Flugzeugparkpositionen am küstenseitigen Gebäudeteil können nur Flugzeuge bis zur Größe einer Boeing 767 parken. Alle anderen fünf gebäudenahen Stellplätze haben eine Größe von 72 mal 115 Meter und bieten damit Flugzeugen bis zur Größe einer Boeing 747 Platz.
Auf einem großen Vorfeld östlich des nationalen Fluggastgebäudes können bis zu fünf Airbus A340 oder drei Boeing 747 parken. Es wurde gleichzeitig mit dem neuen Abfertigungsgebäude errichtet.

#### Architektur

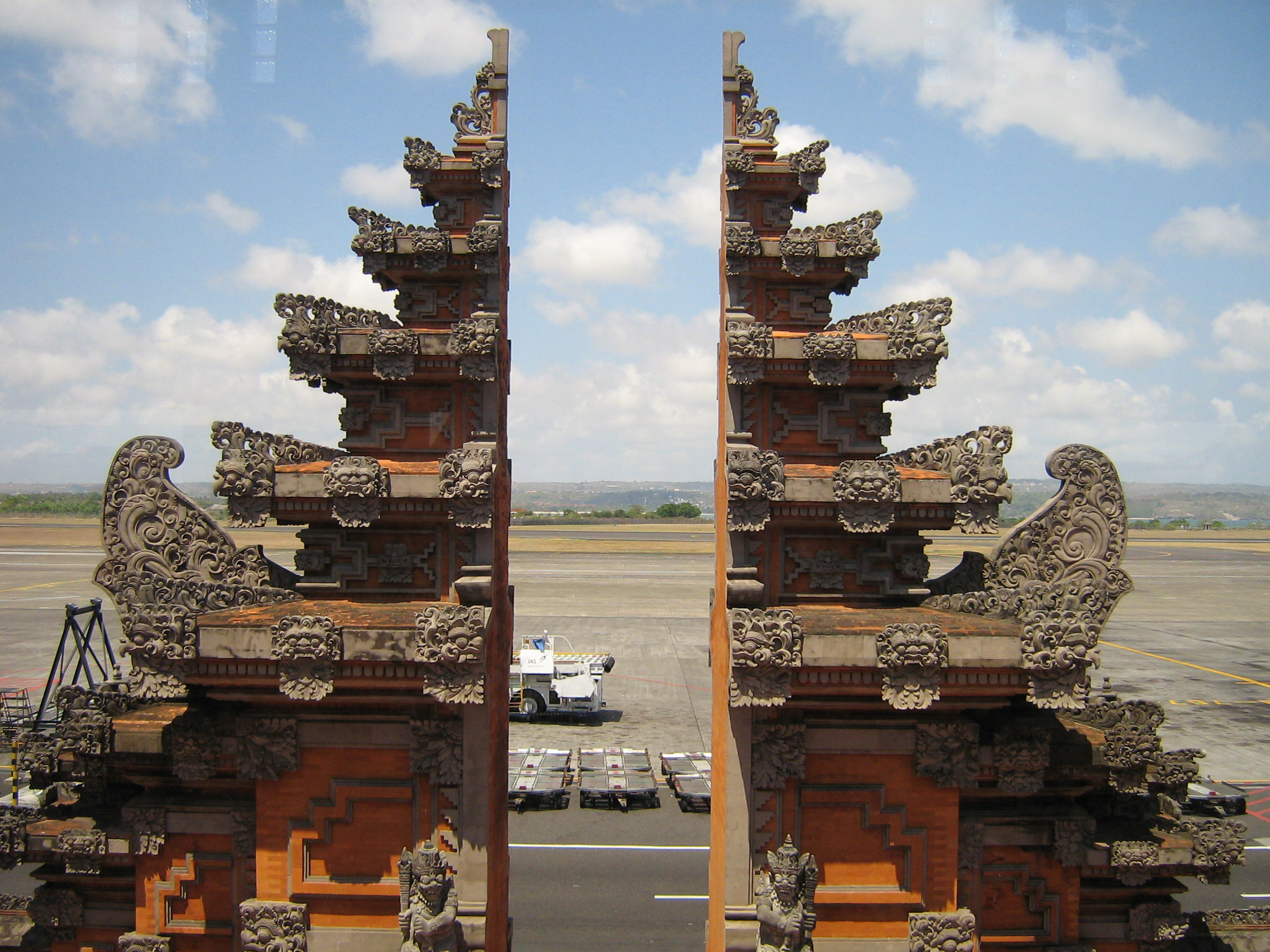
Tor im Stil eines balinesischen Tempels (candi bentar) am Rollfeld

Beide Gebäude sind Flachbauten, wobei das Dach des Hauptgebäudes durch kleine Zeltdächer mit Glasflächen an deren Spitzen unterbrochen wird, durch die Licht in die obere Ebene gelangt. Ansonsten sind fast ausschließlich Flachdecken vorzufinden.
Das Gebäudedesign ähnelt in vielen Details dem lokalen balinesischen Baustil. So wird zum Beispiel der auf Bali häufig benutzte rötliche und graue Sandstein zur Wand- und Säulenverkleidung verwendet. Auch über den Check-in-Schaltern wurden aus Sandstein gemeißelte Bilder mit dem typisch balinesischen Drachenkopf angebracht. Der Schalter ist mit demselben Bild aus Holz verkleidet. Außerdem befindet sich zwischen den beiden Gebäuden des internationalen Fluggastgebäudes ein auf Bali häufig anzutreffendes zweigeteiltes Tor auf einem Plateau in einem See. Bewundern können es sowohl die abfliegenden als auch die ankommenden Fluggäste aus dem Übergang zwischen den Gebäuden.

#### McDonald’s-Kiosk
Im Gebäude des internationalen Terminals gibt es einen so genannten McDonald’s-Kiosk. Dort kann man alle Standardprodukte bestellen. Nach der Bestellung erhält man einen Coupon mit einer Nummer. Ein Bote bringt die gewünschten Produkte und die Nummer wird aufgerufen. Die Boten müssen für jede Bestellung die Produkte von der Hauptfiliale, welche sich vor der Ankunftshalle im Außenbereich befindet, abholen und sämtliche Sicherheitsprozeduren auf dem Weg zum Kiosk in der 1. Etage überwinden.

### Nationales Abfertigungsgebäude

#### Geschichte

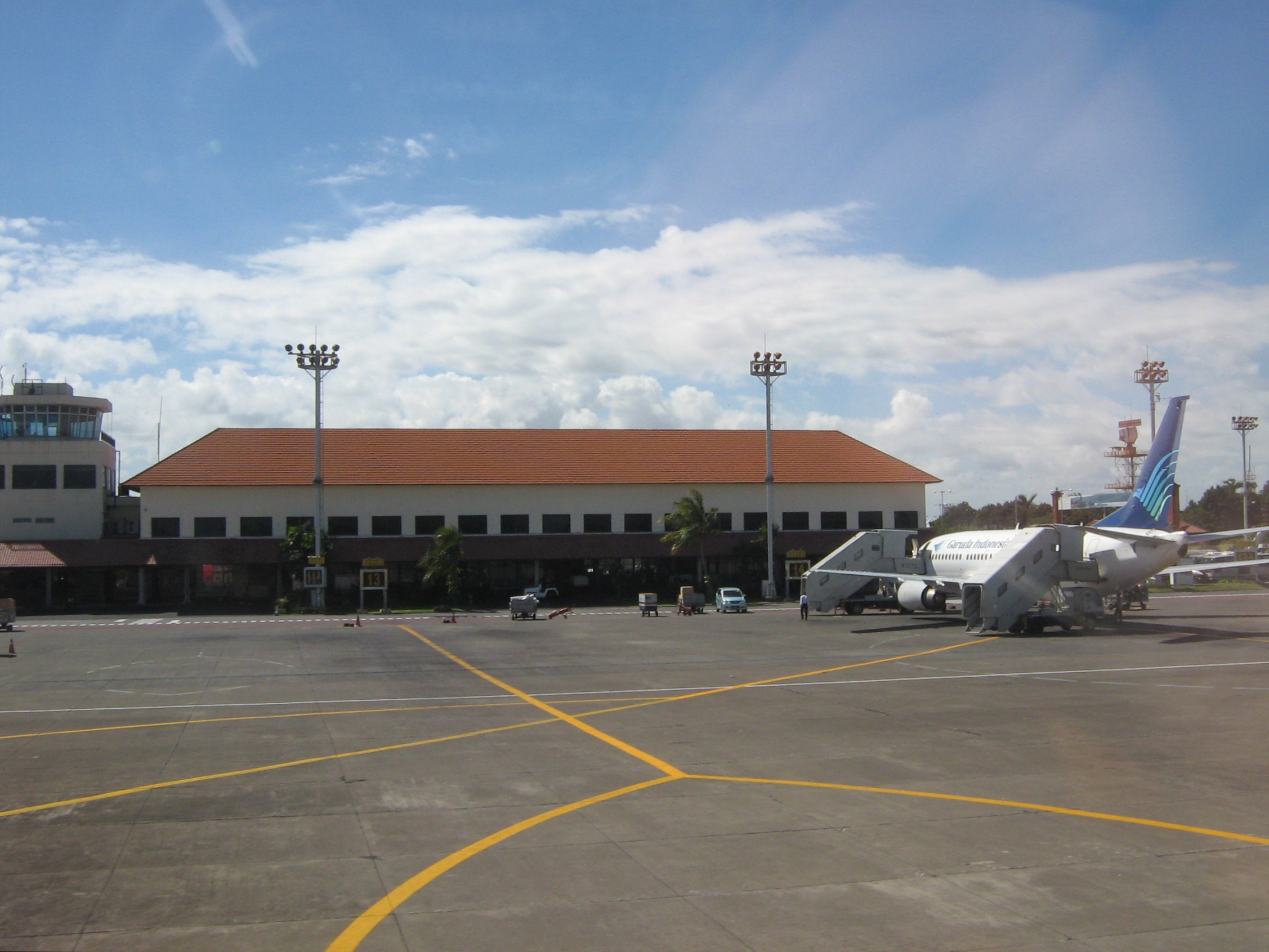
Blick vom Vorfeld auf das nationale Terminal

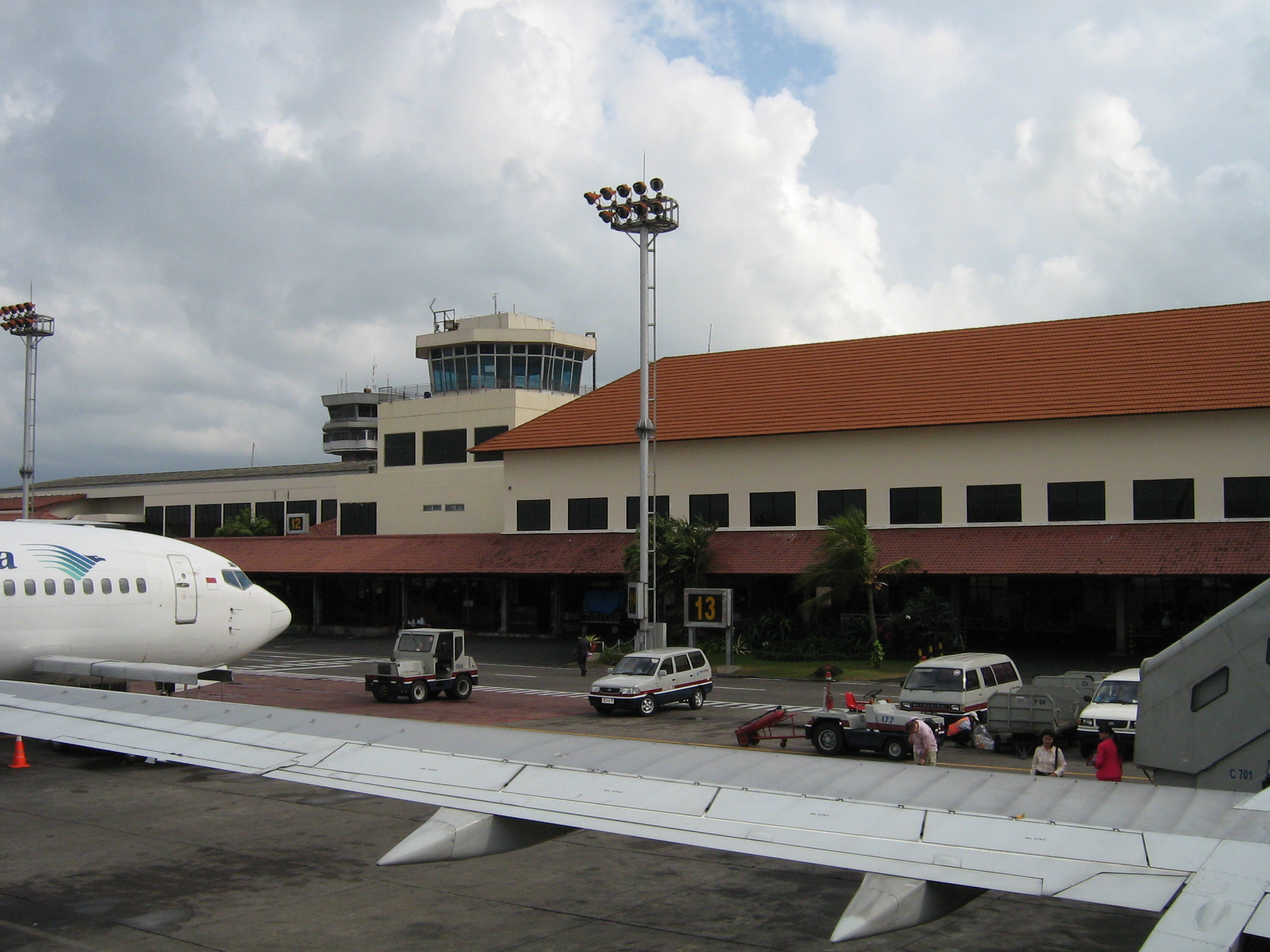
Nationales Abfertigungsgebäude

Das Gebäude stammt noch aus den 60er Jahren. Zu jener Zeit fertigte es Flüge ins Ausland ab. Erst mit der Eröffnung des neuen internationalen Passagiergebäudes 1978 zogen die indonesischen Fluggesellschaften in dieses Gebäude um.
In naher Zukunft steht ein Aus- oder Neubau des Inlands-Abfertigungsgebäudes an, da es immer mehr an seine Kapazitätsgrenze stößt und der indonesische Luftverkehr, vor allem aufgrund der Billigfluggesellschaften wie Lion Air, weiterhin boomt. Zur Diskussion steht auch, ob ein Teil des momentan nicht vollkommen ausgelasteten internationalen Abfertigungsgebäudes durch den inländischen Flugverkehr genutzt werden könnte. Dies würde hohe Investitionen in einen Neubau ersparen. Außerdem wäre dadurch der Abriss des nationalen Fluggastgebäudes möglich. Auf den frei werdenden Flächen könnte ein modernes, neues Abfertigungsgebäude entstehen.
Um vorübergehend einen Kapazitätsgewinn zu erlangen, in dem man die Passagierströme effizienter bewegt, entstand Anfang 2008 eine neue Drop-Off-Zone (Ausladezone an der Zufahrtsstraße) und man verlegte die Zufahrtsstraße nach hinten, wobei Parkflächen verkleinert werden mussten.
| Daten über Gebäude und Vorfeld        | Daten über Gebäude und Vorfeld |
| ------------------------------------- | ------------------------------ |
| Passagierkapazität pro Jahr (in Mio.) | 1,37                           |
| Flugsteige                            | 3                              |
| Flugsteige mit Fluggastbrücken        | keine                          |
| Check-in-Schalter                     | 24                             |
| Gebäudeebenen                         | 2                              |
| Gepäckausgabebänder                   | 2                              |
| Vorfeldfläche                         | ~ 11 000 m²                    |
| Bruttofläche des Gebäudes             | 9 000 m²                       |

#### Gebäudeaufbau

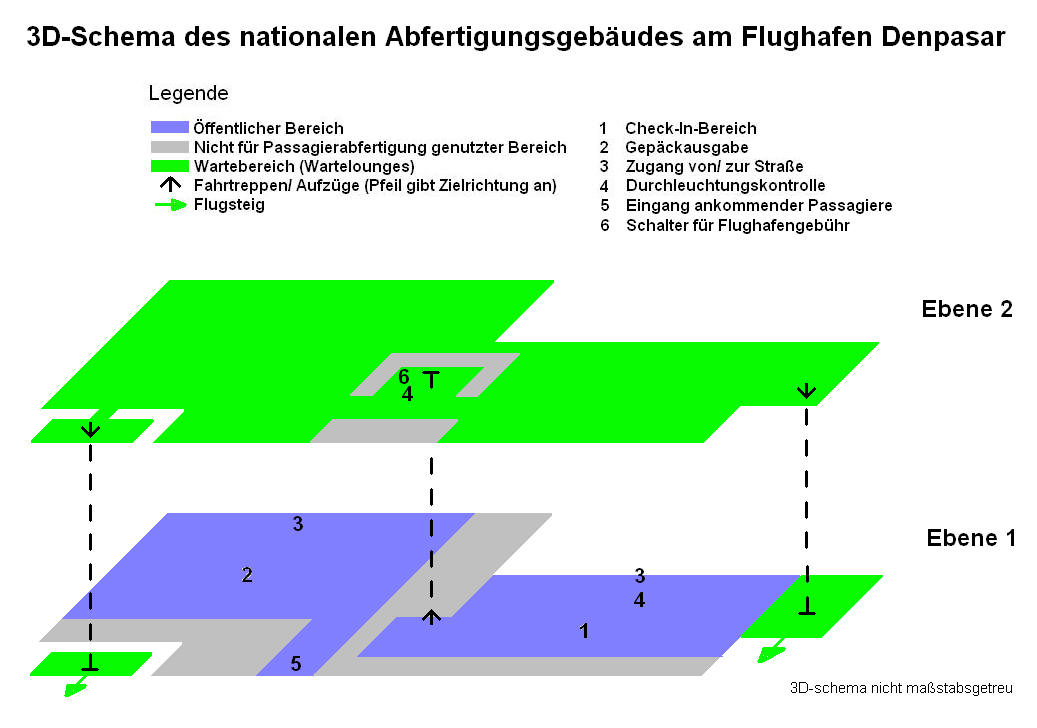
3D-Schema des nationalen Abfertigungsgebäude

Wartesaal für die Flugsteige 15 und 16 im nationalen Terminal

Das zweistöckige Gebäude befindet sich östlich des heutigen internationalen Abfertigungsgebäudes und erstreckt sich im Abstand von etwa 300 Metern parallel zur Start- und Landebahn. Das Erdgeschoss beherbergt die Check-in-Halle und die Gepäckausgabehalle. In der zweiten Ebene befinden sich ausschließlich die Einrichtungen für abfliegende Passagiere. Auf dem Vorfeld vor dem Gebäude können maximal sieben Schmalrumpfflugzeuge parken.
Der alte Kontrollturm ist in das Gebäude des nationalen Abfertigungsgebäudes integriert. Er übernahm die Flugsicherung, bis ihn der neue Tower 1978 ablöste.
Abfliegende Passagiere kommen am Ostteil im Parterre an und betreten das Gebäudeinnere über den Zugang zur Check-in-Halle an deren östlichem Ende. Dort wird man zum ersten Mal durchleuchtet. Die Halle bietet etwa 25 Check-in-Schalter. Diesen gegenüber befinden sich Geschäfte und Verkaufsstellen der Fluglinien. Nach dem Einchecken begibt man sich zur Gebäudemitte und erreicht über eine Fahrtreppe die obere Ebene. Die Warteräume sind zu allen Seiten hin von zahlreichen Geschäften, Restaurants und Cafés umgeben. Dadurch bleibt der Blick auf das Vorfeld größtenteils verwehrt. Es gibt vier Lounges für die First-Class-Passagiere und Vielflieger der Fluggesellschaften, ein großes Restaurant und etwa 20 Geschäfte.
Ankommende Fluggäste gelangen zu Fuß oder per Bus zum westlichen Teil des Erdgeschosses und betreten die Gepäckausgabehalle. Dort befinden sich zwei Gepäckbänder und ein halbes Dutzend Geschäfte.

#### Architektur
Das Gebäude ist ein schlichter, zweistöckiger Bau. Die tragenden Säulen sind auf der gesamten Gebäudefläche in kurzen Abständen verteilt, was die Übersicht erschwert. Zur Zeit der Errichtung wurde noch nicht auf balinesische Architekturelemente Wert gelegt.

### Ausbauplanung
Prognosen sagten für das Jahr 2010 elf Millionen Passagiere voraus. Vor diesem Hintergrund entwickelte die Betreibergesellschaft bereits einen Masterplan. Dieser sieht die Errichtung eines neuen hufeisenförmigen Passagiergebäudes für 17 Flugzeuge im Osten des Flughafenareals vor. Außerdem soll die heutige Start- und Landebahn auf 3600 Meter verlängert werden, da momentan vollgetankten Jumbos bei maximalem Startgewicht die Pistenlänge nicht ausreicht. Man verwarf Überlegungen einer Verlängerung in östlicher Richtung, da dafür einen Straßentunnel notwendig wäre. Die lokale Religion verbietet die Nutzung von Tunnel und Übergängen. Möglicherweise wird eine zweite Start- und Landebahn gebaut. Diese würde nicht parallel zur heutigen verlaufen, sondern diese kreuzen.
Der Masterplan wurde jedoch vor den Sprengstoffanschlägen vom 12. Oktober 2002 und 1. Oktober 2005 in der balinesischen Stadt Kuta erstellt. Der Flughafen und Balis Wirtschaft, die fast ausschließlich vom Tourismus abhängig sind, leiden noch heute unter dem enormen Touristenrückgang.
Die Umgebung des Flughafens bietet langfristig keine großen Ausbaumöglichkeiten, deshalb wurde der Bau eines neuen Flughafens diskutiert. Im Dezember 2008 gab die Betreibergesellschaft bekannt, dass der Ausbau Anfang 2009 beginnen soll.

## Flughafenneubau in Negara
Im November 2006 schloss die balinesische Regierung die Studie eines Flughafenneubaus ab. Ein geeigneter Standort bietet sich in der Nähe des Dorfes Negara in Westbali. Der Bau des 1000 Hektar großen Flughafens würde 50.000 Arbeitsstellen schaffen. Investoren aus Frankreich und Südkorea waren bereits gefunden. Das Projekt kam nicht zustande, da der Gouverneur Balis seine Unterschrift verweigerte.

## Kritik am Flughafen
Die letzte Landaufschüttung zur Verlängerung der Start- und Landebahn führte zur Störung der natürlichen Sandanlandung und -zirkulation an der Westküste. Dadurch lagerte sich am Strand von Jimbaran, einem Dorf südlich der Piste, übermäßig viel Sand an, während nördlich der Start- und Landebahn der Strand an starker Erosion litt. Im Januar 2007 begannen Gegenmaßnahmen. Durch Sandaufschüttung soll der Strand ins Meer hinaus erweitert werden.

## Verkehrszahlen
| Betriebsjahr | Passagieraufkommen | Luftfracht [t] | Flugbewegungen |
| ------------ | ------------------ | -------------- | -------------- |
| 1992         | 3.313.368          |                |                |
| 1993         | 3.954.914          |                |                |
| 1994         | 4.532.884          |                |                |
| 1995         | 4.656.077          |                |                |
| 1996         | 5.063.105          |                | 60.259         |
| 1997         | 5.220.075          |                |                |
| 1998         | 4.210.435          |                |                |
| 1999         | 4.081.810          | 54.647         | 45.968         |
| 2000         | 4.211.867          | 60.346         | 39.821         |
| 2001         | 4.510.899          | 54.386         | 43.855         |
| 2002         | 4.650.737          | 57.432         | 50.214         |
| 2003         | 4.439.360          | 56.442         | 47.410         |
| 2004         | 5.111.137          | 53.652         | 58.831         |